# Воспоминания эготиста
«Воспоминания эготиста» (фр. Souvenirs d'égotisme) — автобиографическая повесть французского писателя Стендаля, написанная в 1832 году и опубликованная в 1892 году, спустя полвека после смерти автора.

## Содержание
В «Воспоминаниях эготиста» Стендаль рассказывает от первого лица о целом периоде своей жизни. Это 1821—1830 годы, которые он провёл в Париже и Лондоне. 

## Восприятие
«Воспоминания эготиста» были опубликована только в 1892 году, через 50 лет после смерти автора. Сам автор завещал издать их не раньше, чем через 10 лет после его смерти из уважения к упомянутым в тексте людям.
Исследователи отмечают, что на автобиографическую прозу Стендаля существенно повлияла «Исповедь» Жан-Жака Руссо.